# Santa Ninfa
Santa Ninfa (sicilià Santa Ninfa) és un municipi italià, dins de la província de Trapani. L'any 2007 tenia 5.213 habitants. Limita amb els municipis de Calatafimi Segesta, Castelvetrano, Gibellina, Partanna, Salaparuta i Salemi.

## Administració
| Període | Identitat       | Partit        |
| ------- | --------------- | ------------- |
| 2008-   | Paolo Pellicane | Llista cívica |